# União das Freguesias de Peso da Régua e Godim
Die União das Freguesias de Peso da Régua e Godim ist eine portugiesische Gemeinde (Freguesia) im Kreis (Concelho) Peso da Régua im Norden Portugals.

## Geschichte
Die Gemeinde entstand im Zuge der Gebietsreform vom 29. September 2013 durch die Zusammenlegung der ehemaligen Gemeinden Peso da Régua und Godim.
Peso da Régua wurde Sitz der neuen Verwaltung.

## Demographie
| Freguesia | Freguesia             | Freguesia | Freguesia       | ehemalige Freguesias | ehemalige Freguesias | ehemalige Freguesias | ehemalige Freguesias |
| --------- | --------------------- | --------- | --------------- | -------------------- | -------------------- | -------------------- | -------------------- |
| Wappen    | Freguesia             | Einwohner | Fläche in (km²) | Wappen               | Freguesia            | Einwohner            | Fläche in (km²)      |
|           | Peso da Régua e Godim | 8905      | 10,13           |                      | Peso da Régua        | 5288                 | 5,82                 |
|           | Peso da Régua e Godim | 8905      | 10,13           | Godim                | 4645                 | 4,31                 |                      |